# 江西区 (釜山广域市)
江西区（：／ Gangseo gu */?）是韩国釜山广域市的一个区。西南临金海市、镇海市，东邻沙下区、沙上区、北区，西南邻巨济市。

## 行政区划
江西区包含7个行政洞，22个法定洞。
行政洞-法定洞
- 大渚洞（1-2洞）
- 江東洞
- 鳴旨洞

行政區劃圖

- 駕洛洞 － 竹林洞、食満洞、竹洞洞、鳳林洞
- 菉山洞 － 松亭洞、花田洞、菉山洞、生谷洞、九郎洞、智士洞、美音洞、凡方洞、新湖洞
- 天加洞 － 東仙洞、城北洞、訥次洞、天城洞、大項洞